# Kayahan Açar

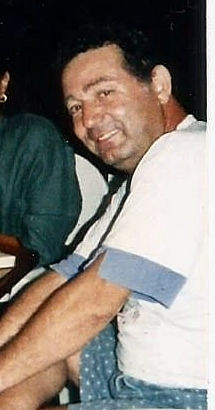
Kayahan Açar (1997)

Kayahan Açar (* 29. März 1949 in İzmir; † 3. April 2015 in Istanbul), bekannt als Kayahan, war ein türkischer Sänger, Komponist und Liedtexter, der auch über die Grenzen der Türkei hinaus Bekanntheit erlangte.

## Leben
Seine Kindheit und Jugend verbrachte Açar in Ankara.
Später führte ihn sein Weg in die Großstadt Istanbul. Danach lebte er lange Zeit in Gömeç (Provinz Balıkesir). Im dortigen İnta Sevgi Köyü sind alle Straßen nach Liedern von Açar benannt. Wegen der Schulausbildung seiner Tochter lebte er dann allerdings wieder in Istanbul. Açar war dreimal verheiratet und Vater von zwei Kindern.
1990 wurde er das erste Mal wegen eines Sarkoms behandelt. Die Krankheit brach 2005 und 2014 wieder aus. Infolge der Krebserkrankung erlag er am 3. April 2015 im Alter von 66 Jahren einem Multiplen Organversagen.

## Karriere
Er brachte drei 45er, eine LP, elf Kassetten und CDs heraus. Zuallererst legte er der türkischen Sängerin Nilüfer seine ersten Lieder vor. Diese Anfänge, bei denen Nilüfer auch mitgewirkt hat, haben sich mittlerweile als Türkische Klassik etabliert.
Beim Eurovision Song Contest 1990 vertrat er die Türkei mit dem Lied Gözlerinin Hapsindeyim. Die Musikerin Demet Sağıroğlu begleitete ihn dabei als Background-Sängerin. Zuvor nahm er bereits in den Jahren 1981, 1984, 1987, 1988 sowie 1989 an den türkischen Vorentscheidungen zum Eurovision Song Contest teil.
Das am 3. Juni 1991 erschienene Album Yemin Ettim (Ich habe geschworen) brach alle Verkaufsrekorde. Kayahan, der auch Kinderlieder schrieb, beteiligte sich aktiv an Kinderfernsehsendungen.
Am 30. April 1992 folgte das Album Odalarda Işıksızım (In den Räumen bin ich unerleuchtet).
Im März 1993 brachte er unter dem RAKS-Label das zehn Lieder umfassende Album Son Şarkılarım (Meine letzten Lieder) heraus. Das Album, das Lieder wie Sarı Şekerim (Meine blonde Süße), Vazgeçmem (Ich kann nicht davon ablassen), Aman (Oh Nein), Kardeşiz Senle (Wir sind Geschwister) beinhaltet, erreichte sehr hohe Verkaufszahlen.
Kayahan setzte Ende Januar 1995 seine Karriere mit dem Album Benim Penceremden (Von meinem Fenster aus) fort.
Nachdem im Juli 1996 Canımın Yaprakları (Die Blätter meiner Seele) mit dem Slogan Allah kimseyi sevgisiz bırakmasın (Gott soll niemanden ohne Liebe lassen) angepriesen wurde, veröffentlichte Kayahan ein Jahr später Emrin Olur (Zu Befehl).
Sein neuntes Album erschien im April 1999 unter dem Namen Beni Azad Et (Befreie mich). Von den neun Liedern wurden Lieder wie Beni Azad Et (Befreie mich), Yine Şişe Bitecek (Die Flasche wird wieder leer) und Her Yerde Aynı (Überall gleich) zu großen Hits.
Am 26. November 2000 erschien das Album Gönül Sayfam (Herzensseite), auf welchem sehr emotionale Lieder wie Sevdaya Mahsus (Der Liebe erlegen), Kağıttan Kayıklarla (Mit Schiffchen aus Papier) und Söz Güzelim (Versprochen, meine Schöne) ihren Platz fanden, ebenso wie Ölmem mi Lazım (Muss ich denn sterben), Aman Beni Unutma (Vergiss mich nicht), Tek Delikli Kaval (Die Flöte mit nur einem Loch) und 17 Ağustos (17. August), welches er für die Opfer des Erdbebens am 17. August 1999 schrieb. Für seine Tochter Aslı Gönül schrieb er Lieder wie Ninni.
Das nächste Album erschien am 17. Dezember 2002 unter dem Titel Ne Oldu Can (Was ist geschehen, Seele). Darauf fanden sich die weithin bekannt gewordenen Lieder Ne Oldu Can (Was ist geschehen, Seele), Bir Aşk Hikayesi (Eine Liebesgeschichte) und Onsuz Olmuyor (Ohne sie geht es nicht). Mit diesem Album brach er erneut alle Verkaufsrekorde. Für seinen Mitstreiter Barış Manço schrieb er den Titel Bugün Aslında Bayram (Eigentlich ist heute ein Fest). Im Laufe der Jahre veröffentlichte er weitere Alben, die allerdings nie den Bekanntheitsgrad von Ne Oldu Can erreichen konnten.
Im Jahr 2005 gewann er einen Altın Kelebek Award in der Kategorie Bester Pop-Sänger.
Ende 2014 erschien das Tributealbum Kayahan'ın En İyileri, auf welchem bekannte Künstler wie Tarkan, Sezen Aksu oder Gülşen Songs von Kayahan neu aufnahmen. Das Album gewann im Jahr 2015 einen Altın Kelebek Award in der Kategorie Bestes Musikprojekt. Daneben wurde es im selben Jahr auch mit einem Kral Türkiye Müzik Award ausgezeichnet.

## Diskografie

### Alben
| - 1976: Neden Olmasın & İstanbul Hatırası - 1980: Bekle Gülüm & Ateş - 1981: Canım Sıkılıyor Canım - 1981: Canım Sıkılıyor Canım & Bu Gece Sen Daha Güzelsin - 1987: Merhaba Çocuklar - 1988: Benim Şarkılarım - 1989: Benim Şarkılarım 2 Siyah Işıklar - 1991: Yemin Ettim - 1992: Odalarda Işıksızım | - 1993: Son Şarkılarım - 1995: Benim Penceremden - 1996: Canımın Yaprakları - 1997: Emrin Olur - 1999: Beni Azad Et - 2000: Gönül Sayfam - 2002: Ne Oldu Can? - 2004: Kelebeğin Şansı - 2007: Biriciğim'e |

### Singles (Auswahl)
- 1990: Gözlerinin Hapsindeyim (mit Demet Sağıroğlu – ESC Beitrag der Türkei)
- 1997: Mavilim
- 2000: Gönül Sayfam
- 2002: Bir Aşk Hikayesi
- 2011: 365 Gün
- 2013: Mevsim Hala Sen

## Auszeichnungen
- 2005: Altın Kelebek Award in der Kategorie Bester Pop-Sänger